# Ranunculus songaricus
Ranunculus songaricus Schrenk – gatunek rośliny z rodziny jaskrowatych (Ranunculaceae Juss.). Występuje naturalnie w Kazachstanie oraz Chinach (w zachodniej i środkowej części regionu autonomicznego Sinciang). 

## Morfologia
PokrójBylina o mniej lub bardziej owłosionych pędach. Dorasta do 7–30 cm wysokości.
LiścieSą trójsieczne lub trójdzielne. W zarysie mają sercowato pięciokątny kształt, złożone z segmentów romboidalnych lub romboidalnie odwrotnie owalnych i potrójnie klapowanych. Mierzą 1,5–3 cm długości oraz 2–4,5 cm szerokości. Nasada liścia ma sercowaty kształt. Ogonek liściowy jest nagi i ma 3,5–8 cm długości.
KwiatySą pojedyncze. Pojawiają się na szczytach pędów. Mają żółtą barwę. Dorastają do 16–26 mm średnicy. Mają 5 eliptycznych działek kielicha, które dorastają do 5–7 mm długości. Mają 5 lub 6 odwrotnie owalnych płatków o długości 7–12 mm.
OwoceNagie niełupki o odwrotnie jajowatym kształcie i długości 2–3 mm. Tworzą owoc zbiorowy – wieloniełupkę o kształcie od jajowatego do prawie kulistego i dorastającą do 5–7 mm długości.

## Biologia i ekologia
Rośnie w zaroślach, na łąkach i skalistych zboczach. Występuje na wysokości od 1900 do 4400 m n.p.m. Kwitnie od maja do września. 